# Izar
Izar (Epsilon Boötis, ε Boo) – gwiazda w gwiazdozbiorze Wolarza, odległa od Słońca o około 202 lata świetlne.

## Nazwa
Tradycyjna nazwa gwiazdy, Izar, wywodzi się od arabskiego ‏إزار‎ ’izār, „pas” lub „okrycie”, podobnie jak słowo arab. ‏المئزر‎ miʼzar, którym też dawniej była określana, a które obecnie jest wyłączną nazwą gwiazdy Zeta Ursae Majoris. Inną arabską nazwą była ‏منطقة العوّاء‎ minṭáqa al awwa, „pas krzyczącego”. Tablice alfonsyńskie określały Epsilon Boötis nazwą Perizoma, oznaczającą „przepaskę biodrową”. Międzynarodowa Unia Astronomiczna w 2016 formalnie zatwierdziła użycie nazwy Izar dla określenia tej gwiazdy.

## Charakterystyka obserwacyjna
Jest to druga co do jasności gwiazda konstelacji, po Arkturze. Obserwowana wielkość gwiazdowa Izara to 2,35m, a jego wielkość absolutna to −1,61m.
Jest to gwiazda podwójna, której składniki są oddalone na niebie o 2,9″ (pomiar z 2017 roku). Układ tworzy jaśniejsza pomarańczowa i słabsza biała gwiazda, która dzięki silnemu kontrastowi wydaje się niebieskozielona. Podwójność gwiazdy odkrył Friedrich Struve, a kontrast barw składników skłonił go do nadania jej nazwy łac. Pulcherrima, „najpiękniejsza”.

## Charakterystyka fizyczna
Epsilon Boötis A (właściwy Izar) to pomarańczowy olbrzym lub jasny olbrzym, należący do typu widmowego K0 lub G9. Gwiazda ma temperaturę 4500 K i jasność 400 razy większą niż Słońce. Jest około cztery razy masywniejsza od Słońca, a jej promień jest 33 razy większy. Gwiazda ma około 300 milionów lat, początkowo była znacznie gorętszą gwiazdą typu B, a 10–20 milionów lat temu w jej jądrze ustała synteza wodoru w hel. W przyszłości gwiazda odrzuci otoczkę i stanie się białym karłem.
Epsilon Boötis B to biała gwiazda ciągu głównego (karzeł) należąca do typu widmowego A. Jej temperatura to 8700 K, a jasność jest 27 razy większa od słonecznej. Masa i promień tej gwiazdy są około dwukrotnie większe niż masa i promień Słońca. Będąc mniej masywnym, składnik ten ewoluuje wolniej i stanie się pomarańczowym olbrzymem dopiero za około miliard lat, gdy jaśniejsza gwiazda już umrze.
Jest to układ fizycznie podwójny, gwiazdy dzieli co najmniej 185 au, a okres obiegu środka masy to około 1000 lat. Odległa o 175,5″ (w 2001 roku) gwiazda „C” o wielkości 12,58m ma odmienny ruch własny i nie jest związana z Izarem.